# Bosna a Hercegovina na Letních olympijských hrách 1992
Bosnu a Hercegovinu na Letních olympijských hrách 1992 ve španělské Barceloně reprezentovalo 10 sportovců, z toho 6 mužů a 4 ženy. Reprezentanti nevybojovali žádnou medaili.